# 2-エチルフラン
2-エチルフラン（英: 2-Ethylfuran）は、フランの2位にエチル基が結合した有機化合物である。

## 用途
畜肉エキスの風味改良に、2-ペンチルフランとともに用いられる。

## 安全性
引火点は-2℃で、日本の消防法では危険物第4類第1石油類に指定されている。